# Norman Lamm
Norman Lamm (Brooklyn, 19 dicembre 1927 – Englewood, 31 maggio 2020) è stato un rabbino, filosofo e educatore statunitense, ebreo ortodosso. 
Scrittore e studioso di fama, leader comunitario, è uno dei maggiori rappresentanti dell'ebraismo ortodosso moderno.
Ha ottenuto un Ph.D in Filosofia ebraica ed è stato il terzo Presidente della Università Yeshiva (YU), il primo ad esser nato negli Stati Uniti. È stato inoltre un discepolo del rabbino Joseph B. Soloveitchik (uno dei più influenti studiosi dell'ortodossia ebraica moderna), che lo ha ordinato (Semikhah in ebraico סמיכה, "imposizione [delle mani]"‎?), presso il Rabbi Isaac Elchanan Theological Seminary (seminario rabbinico della Yeshiva) nel 1951.

## Teologia
Come ebreo ortodosso moderno, la teologia di Lamm assomiglia alquanto al corpus dei principi della fede ebraici classici. La fede che Lamm predica e insegna è coerente con questi insegnamenti. Ritiene che Dio esiste, che Dio può rivelare la sua volontà agli uomini, e che la Torah ( cinque libri di Mosè) sono una trascrizione esatta della rivelazione di Dio a Mosè sul Monte Sinai. Come ebreo ortodosso, Lamm ritiene che la legge orale dell'ebraismo, come riportata nella Mishnah e Talmud, rappresenta un'interpretazione accurata e autorevole di come Dio vuole che l'uomo comprenda la Bibbia ebraica (Tanakh). In conformità con la teologia ortodossa ebraica standard, Lamm sostiene che l'halakha sia normativa e vincolante per tutti gli ebrei.

### Torah Umadda
Lamm ha dato un importante contributo quale sostenitore dell'idea di "Torah Umadda" - "Torah e cultura moderna", o più in generale, la cultura e l'ambiente dei nostri giorni - un paradigma filosofico che mira al confronto tra Torah dell'apprendimento e conoscenza secolare. Lamm sostiene che la filosofia alla base della Torah Umadda può essere fatta risalire al Talmud e a Maimonide, e che si ispira al lavoro del rabbino Samson Raphael Hirsch della metà del XIX secolo, in risposta all'Illuminismo. Afferma che la Torah Umadda e la Torah im Derech Eretz ("La Via della Terra") di Hirsch, sono in larga misura complementari - entrambe valorizzano l'acquisizione di conoscenza secolare ed entrambe richiedono conformità all'halakha.

### Vedute sull'abiogenesi, evoluzione e scienza
Originariamente di formazione scientifica, Lamm ha mantenuto un interesse per l'interfaccia tra scienza e ebraismo. Nel 1971 il suo saggio The Religious Implications of Extra-Terrestrial Life (Le implicazioni religiose della vita extra-terrestre), Lamm scrive degli sviluppi scientifici in materia di abiogenesi e evoluzione, la creazione della vita sulla Terra, e lo svilupparsi di un consenso scientifico che la vita potrebbe evolversi su altri pianeti al di fuori del nostro sistema solare (vale a dire vita extraterrestre). Lamm afferma:
Gli scritti di Lamm su questo tema sono rappresentati in maniera prominente nella sua presentazione "What Is Out There?", sul secondo disco dell'edizione speciale di 2001: Odissea nello spazio. Lì illustra le opinioni di vari scienziati e filosofi sulla possibilità di vita extraterrestre.

## Opere
(EN, HE) 
- Menachem Mendel Kasher, Norman Lamm, Leonard Rosenfeld (Editors). Leo Jung Jubilee Volume Essays in Honor on the Occasion of his Seventieth Birthday. N.Y.: The Jewish Center Synagogue, 1962.
- Norman Lamm, The Royal Reach, (Feldheim, 1970)
- Norman Lamm, A Hedge of Roses: Jewish Insights Into Marriage, (Feldheim, 1977)
- Norman Lamm The Religious Implications of Extra-Terrestrial Life, Chapter 5 of Faith and Doubt - Studies in Traditional Jewish Thought, (New York, Ktav, 1971)
- "תורה לשמה במשנת ר חיים מוולוזין ובמחשבת הדור" Mossad Horav Kuk, Jerusalem, 1971
- Norman Lamm, Faith and Doubt: Studies in Traditional Jewish Thought, Ktav; 2nd edition 1986, ISBN 0-88125-000-7; 3rd Augmented Edition, 2006.
- Norman Lamm, Seventy Faces: Divided we stand, but its time to try an idea that might help us stand taller, Moment Vol. II, No. 6, June 1986 - Sivan 5746
- Norman Lamm, Torah Lishmah: Torah for Torah's Sake : In the Works of Rabbi Hayyim of Volozhin and His Contemporaries, (Ktav, 1989)
- Norman Lamm, Torah Umadda: The Encounter of Religious Learning and Worldly Knowledge in the Jewish Tradition, Jason Aronson, 1990 ISBN 0-87668-810-5
- Norman Lamm, 'Halakhot Va-halikhot', Mosad ha-Rav Kuk, 1990
- Norman Lamm, The Religious Thought of Hasidism: Text and Commentary, Michael Scharf Publication Trust of Yeshiva University, 1999, ISBN 0-88125-440-1
- Norman Lamm, The Shema: Spirituality and Law in Judaism, Jewish Publication Society of America, 2000, ISBN 0-8276-0713-X
- Lamm's response to Noah Feldman's July 22, 2007 New York Times Magazine essay "Orthodox Paradox" was published on August 2, 2007. Lamm's article, "A Response to Noah Feldman," was published at the website
- Norman Lamm, Torah Umadda: The Encounter of Religious Learning and Worldly Knowledge in the Jewish Tradition, 20th Anniversary Edition with a New Preface and an Afterword by Rabbi Jonathan Sacks, Maggid Books, 2010 ISBN 978-1-59264-309-7
- Norman Lamm, "The Royal Table: A Passover Haggadah", (OU Press, New York, 2010) ISBN 978-1-60280-139-4
- Norman Lamm, "Festivals of Faith: Reflections on the Jewish Holidays", (Ou Press & Yeshiva University Press, New York, 2011) ISBN 978-1-60280-174-5

### Articoli
(HE) 
- HaPardes, No. 28, Vol. 11 August 1954: בדין מצות עשה להתפלל בכל יום
- HaDarom, No. 23 1966: הערה לענין תשעה-באב בימי בית שני
- HaDarom, No. 32 : בענין מצות קידוש
- HaPardes, November 1977: ברירה ורשות
- HaPardes, October 1983: דיני ממונות בשלשה
- HaPardes, No. 58 Vol. 5 February 1984: החסיד המעולה וראש הישיבה (Eulogia per Rabbi Yerucham Gorelick)
- Bais Yitzchok, 1985: בדין לבישת בגדי כהונה שלא בשעת עבודה
- HaPardes, March 1985: ברוך שם כבוד לעולם מלכותו ועד
- HaPardes, May 1986: לענין ספירת העומר
- Bais Yitzchok, 1987: קריאת שם הולד על שם אדם חי
- HaPardes, May 1987: אין קידוש אלא במקום סעודה
- HaPardes, April 1988: צדקה וחסד
- HaPardes, July 1992: כעס בהלכה ובמוסד היהדות
- HaPardes, November 1993: הכרת הטוב בהלכה
- HaPardes, June 1994: מודה במקצת הטענה ישבע
- HaPardes, April 1995: כהן בעל תשובה שהרב את הנפש ועע"ז
- HaPardes, May 1995: דין כהן שהרג את הנפש אם ומתי מותר לו לישא

## Discorsi registrati
(EN, HE) 
- "Learning vs. Knowing: Which Takes Precedence?", su 613.org. URL consultato il 1º marzo 2012 (archiviato dall'url originale il 19 agosto 2010).
- "Navigating Troubled Times:Torah as Our Compass", su 613.org. URL consultato il 1º marzo 2012 (archiviato dall'url originale il 19 agosto 2010).
- "Osek be mitsvah puter ma hamitsvah", su 613.org. URL consultato il 1º marzo 2012 (archiviato dall'url originale il 19 agosto 2010).
- Teheles (108) - del 13/03/1995 di Rabbi Norman Lamm, Rabbi M. D. Tendler e Rabbi H. Schachter alla Yeshiva University, su 613.org. URL consultato il 1º marzo 2012 (archiviato dall'url originale il 19 agosto 2010).
- Rabbi Lamm e Rabbi Charlop, su yutorah.org.